# 江ケ室
江ケ室（えがむろ）は、三重県亀山市の地名。

## 地理

### 河川・池沼
- 椋川

### 交通
- 三重県道302号亀山停車場石水渓線

### 施設
- 稲荷神社
- 亀山八幡神社
- 亀山幼稚園

## 歴史

### 沿革
- 明治初年 - 江戸時代には亀山城下の武家屋敷地であり、通称として江ヶ室と称されていた地域が正式に亀山江ヶ室として成立[1]。
- 1889年（明治22年） - 亀山町に所属[1]。
- 1954年（昭和29年） - 亀山市江ケ室町となる[1]。

### 人口の変遷
国勢調査による人口および世帯数の推移。
| 1995年（平成7年）  | 116世帯 301人 |  |
| 2000年（平成12年） | 133世帯 328人 |  |
| 2005年（平成17年） | 151世帯 373人 |  |
| 2010年（平成22年） | 123世帯 334人 |  |
| 2015年（平成27年） | 125世帯 296人 |  |
| 2020年（令和2年）  | 114世帯 311人 |  |

### WEB
1. 1 2  総務省統計局統計調査部国勢統計課 (2022年2月10日). “令和2年国勢調査の調査結果(e-Stat) - 男女別人口，外国人人口及び世帯数－町丁・字等”.   総務省. 2025年1月17日閲覧。
2. ↑  “三重県亀山市の町丁・字一覧”.   人口統計ラボ. 2025年1月16日閲覧。
3. ↑  “読み仮名データの促音・拗音を小書きで表記するもの(zip形式) 三重県” (zip).   日本郵便 (2024年12月27日). 2025年1月16日閲覧。
4. ↑  “市外局番の一覧” (PDF).   総務省 (2022年3月1日). 2022年3月22日閲覧。
5. ↑  “都道府県 ナンバープレート表示” (PDF).   国土交通省. 2025年1月16日閲覧。
6. ↑  総務省統計局 (2014年3月28日). “男女別人口及び世帯数 － 町丁・字等” (CSV). 2025年1月17日閲覧。
7. ↑  総務省統計局 (2014年5月30日). “第１次基本集計に関する集計 2 男女別人口及び世帯数 － 町丁・字等” (CSV). 2025年1月17日閲覧。
8. ↑  総務省統計局 (2014年6月27日). “第１次基本集計に関する集計 2 男女別人口及び世帯数 － 町丁・字等” (CSV). 2025年1月17日閲覧。
9. ↑  総務省統計局 (2012年1月17日). “人口等基本集計に関する集計 2 男女別人口及び世帯数 －町丁・字等”. 2025年1月17日閲覧。
10. ↑  総務省統計局統計調査部国勢統計課 (2017年1月27日). “人口等基本集計に関する集計 2 男女別人口及び世帯数 －町丁・字等”.   総務省. 2025年1月17日閲覧。

### 書籍
1. 1 2 3  「角川日本地名大辞典」編纂委員会 1983, p. 227.